# Aeropuerto de Metz-Nancy-Lorena
El Aeropuerto de Metz-Nancy-Lorena (en francés: Aéroport de Metz–Nancy–Lorraine) (IATA: ETZ, ICAO: LFJL) es un aeropuerto que sirve a la región francesa de Lorena. Está localizado en Goin, a 16.5 km al sureste de Metz, (ambas comunas del departamento de Moselle) y del norte de Nancy (una comuna de Meurthe-et-Moselle). Se abrió al público el 28 de octubre de 1991 y reemplazó a los aeropuertos de Nancy-Essey y Metz-Frescaty.

## Infraestructura
El aeropuerto está abierto las 24 horas del día durante toda la semana. La pista fue alargada a 3050 m y renovada a mediados de 2006 para poder operar con todo tipo de aeronaves. El edificio terminal ocupa aproximadamente 7500 metros cuadrados y podría transportar hasta 500.000 pasajeros por año con 14 mostradores de facturación, 2 puertas (una tercera será añadida pronto) y 2 cintas de recogida de equipajes. La terminal de carga tiene una superficie de 3.600 y podría manejar hasta 60.000 toneladas de carga al año. 

## Aerolíneas y destinos
| Aerolíneas                  | Destinos                                                                                 |
| --------------------------- | ---------------------------------------------------------------------------------------- |
| Aegean Airlines             | Estacional: Heraklion                                                                    |
| Air Algérie                 | Argel Estacional: Constantine, Orán                                                      |
| Air France operado por HOP! | Lyon, Niza Estacional: Calvi, Figari                                                     |
| TUI fly Belgium             | Casablanca Estacional: Marrakech Chárter: Lanzarote, Marrakech, Olbia, Palma de Mallorca |
| Twin Jet                    | Burdeos, Marsella, Toulouse                                                              |

## Estadísticas

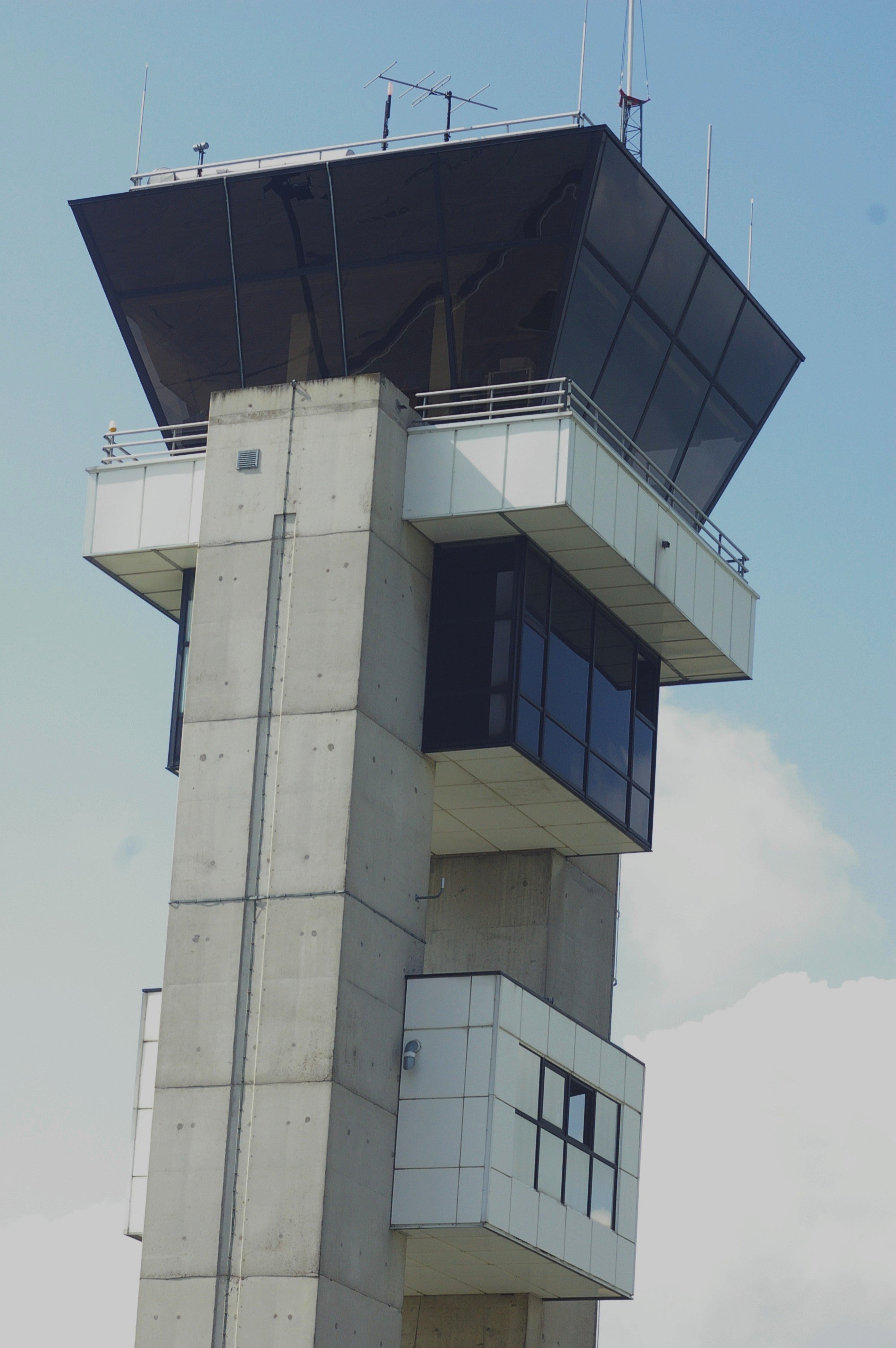
Torre de control del aeropuerto.

Ver fuente y consulta Wikidata.
| Año  | Pasajeros | Carga (t) | Operaciones |
| ---- | --------- | --------- | ----------- |
| 1993 | 231 000   |           |             |
| 1997 |           |           | 18 745      |
| 1998 | 288 209   | 3410      | 18 154      |
| 1999 | 322 501   | 3206      | 19 752      |
| 2000 | 352 626   | 8521      | 19 636      |
| 2001 | 331 266   | 19 684    | 20 933      |
| 2002 | 302 849   | 18 994    | 17 489      |
| 2003 | 294 731   | 17 359    | 14 779      |
| 2004 | 326 324   | 9030      | 14 062      |
| 2005 | 356 815   | 1219      | 12 825      |
| 2006 | 340 242   | 633       | 11 457      |
| 2007 | 344 913   | 36        | 10 899      |
| 2008 | 291 000   | 144       | 8540        |
| 2009 | 263 020   | 51        | 7819        |
| 2010 | 254 204   | 69        | 7439        |
| 2011 | 279 030   | 44        | 7623        |
| 2012 | 277 780   |           |             |
| 2013 | 238 000   |           |             |
| 2014 | 245 000   |           |             |

## Acceso terrestre
Existe un autobús directo a Nancy y Metz para cada salida y llegada de un vuelo. El viaje dura aproximadamente 30 minutos y cuesta 8 euros.